# Briefbombe

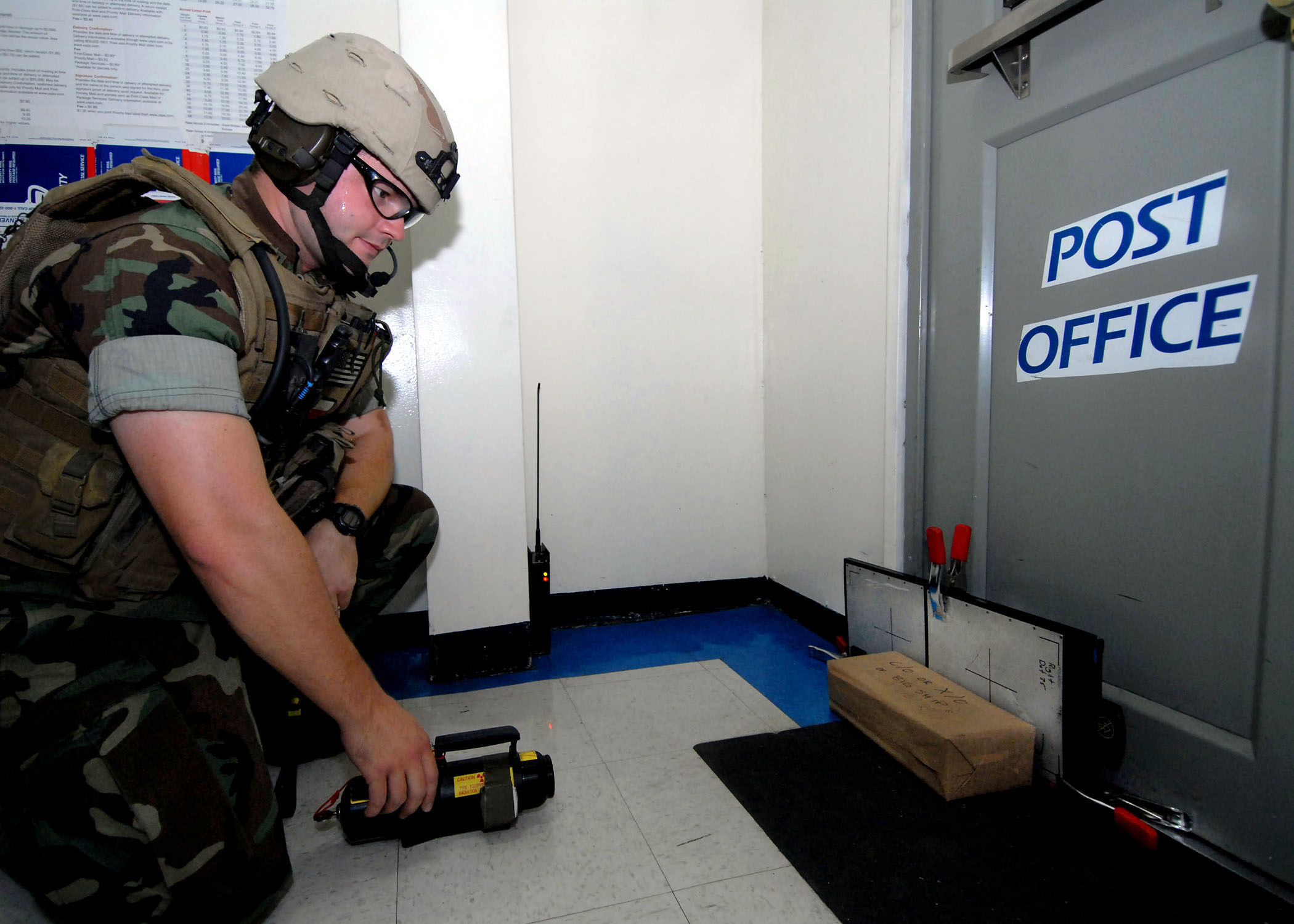
Tragbares Röntgengerät beim Durchleuchten eines verdächtigen Päckchens

Eine Brief- oder Paketbombe ist eine unkonventionelle Spreng- und Brandvorrichtung, die mit der Post versendet wird, um einen gezielten Bombenanschlag zu verüben.
Briefbomben werden in normalen Briefumschlägen oder Paketen verpackt und mit einem Zünder versehen, der die Detonation beim Öffnen der Sendung auslöst. Darum wird oftmals nicht das Attentatsziel selbst zum Opfer, sondern Personen in deren Umgebung.
Eine besondere Form waren 2001 verschickte Briefe mit Milzbranderregern. Man könnte sie auch als B-Briefbomben, eine Form bakteriologischer Bomben (siehe ABC-Waffen), bezeichnen.

## Motivation für Briefbombenattentate
Die Motivation für die Begehung von Briefbombenattentaten kann die verschiedensten Ursachen haben. Häufig waren die Taten terroristisch und politisch motiviert. Aber auch bei privaten Streitigkeiten oder „Revierkämpfen“ im Zuhältermilieu kamen sie zum Einsatz. Seltener gab es Briefbombenverschickungen gegen Firmen nach Entlassungswellen.

## Bekannte Briefbombenattentate (Auswahl)
Die erste Briefbombenserie wurde 1904 in Schweden von Martin Ekenberg verschickt, Ziel des Attentats war der Unternehmer Karl Fredrik Lundin in Stockholm. Insgesamt verschickte der Erfinder und Chemiker von 1904 bis 1909 vier Paketbomben.
1951 versandte der 22-jährige Erich von Halacz drei Paketbomben, in deren Folge zwei Menschen ums Leben kamen und zehn Menschen zum Teil schwer verletzt wurden. Sie waren an zwei Fabrikbesitzer und den Chefredakteur einer Zeitung in Bremen, Verden und Eystrup gerichtet, von deren Angehörigen der Täter jeweils 5000 DM erpressen wollte.
Der spätere israelische Ministerpräsident Menachem Begin veranlasste 1952 beim Attentat auf Konrad Adenauer, Otto Küster und Franz Böhm die Versendung von 3 Paketbomben. Bei diesem Attentat wurde ein Polizeibeamter getötet.
Theodore Kaczynski, besser bekannt als Unabomber, verschickte im Zeitraum von 1978 bis 1995 sechzehn Briefbomben.
In den 1990er Jahren sandte der Österreicher Franz Fuchs Briefbomben an verschiedene Persönlichkeiten in Österreich und Deutschland. Der damalige Wiener Bürgermeister Helmut Zilk wurde bei einem Anschlag an der Hand schwer verletzt. Eine weitere Sendung ging an den damaligen Lübecker Bürgermeister Michael Bouteiller. Am 9. Juni 1995 wurde auf die Fernsehmoderatorin Arabella Kiesbauer ein Briefbombenanschlag verübt, bei dem eine Assistentin verletzt wurde. Bei seiner Verhaftung wurde Franz Fuchs durch eine seiner eigenen Bomben verletzt. Franz Fuchs begründete seine Taten mit rechtsextremistischen Motiven („Bajuwarische Befreiungsarmee“). Nach seiner Verurteilung in einem Prozess nahm er sich in seiner Zelle das Leben.
Im Dezember 2003 und Januar 2004 wurden Briefbomben an Vertreter der Europäischen Union gesendet. Sämtliche Sendungen wurden im italienischen Bologna aufgegeben. 
Im Jahr 2004 wurde Johann Lang als Briefbombenattentäter von Hutthurm bekannt.
Im November 2010 wurden mehrere Paketbomben an Regierungschefs und Botschafter europäischer Staaten verschickt, unter anderem erreichte das deutsche Bundeskanzleramt eine Paketbombe, die an die Bundeskanzlerin Angela Merkel adressiert war. Als Absender wurde auf dem Paket das griechische Wirtschaftsministerium angegeben. Die Bombe wurde durch die Polizei entschärft, verdächtigt werden fünf Mitglieder der anarchistischen Gruppe „Konspiration der Zellen des Feuers“.
Im April 2013, kurze Zeit nach dem Anschlag auf den Boston Marathon, wurden Briefe, die mit dem tödlichen Pflanzengift Rizin gefüllt waren, an den Präsidenten der Vereinigten Staaten, Barack Obama, den republikanischen Senator Richard Shelby, sowie seinen demokratischen Kollegen Carl Levin geschickt. Dabei erreichte aber keiner der drei Briefe sein Ziel, weshalb keine Opfer zu vermelden waren.
Kurze Zeit später wurde auch in der Postabteilung des Bundespräsidialamtes ein an den Deutschen Bundespräsidenten, Joachim Gauck, adressierter Brief, der angeblich mit der hochexplosiven Chemikalie Hexamethylentriperoxiddiamin gefüllt war, abgefangen und einige Zeit später kontrolliert gesprengt. Noch am Abend desselben Tages stellte sich heraus, dass es sich nicht um die oben genannte Chemikalie handelte. Es wurde vermutet, dass die beiden Vorfälle in keinem Zusammenhang zueinander standen, eine Nacheiferung nach amerikanischem Vorbild war aber nicht auszuschließen.
Im Februar 2021 wurden mehrere Paketbomben an Unternehmen der Lebensmittelbranche in Süddeutschland versandt. Durch die Anschläge wurden vier Menschen verletzt. Als Tatverdächtiger wurde ein Rentner aus Ulm in Untersuchungshaft genommen, der die Täterschaft von Anfang an bestritt. Da dem Mann vor Gericht die Tat nicht nachgewiesen werden konnte, wurde er im November gleichen Jahres freigesprochen.